# Latin American Quality Institute
A Latin American Quality Institute é uma organização privada sem fins lucrativos, fundada na Cidade do Panamá no ano de 2001. Seu principal objetivo é o incentivo e apoio à competitividade das empresas e organizações latino-americanas. É qualificada como a instituição mais ampla no que se refere ao desenvolvimento de normas e padrões de qualidade na América Latina e uma das mais importantes do gênero no mundo. A organização controla programas de reconhecimento para fomentar nas companhias a utilização de sistemas eficazes em seus processos. A LAQI é signatária dos projetos Global Compact y PRME (Principles for Responsible Management Education), ambos pertencentes à Organização das Nações Unidas. A sede central da LAQI está localizada na Cidade do Panamá – Panamá. Todos os anos a instituição organiza o evento Latin American Quality Awards, o qual ocorre no mês de novembro, além de conferências em 17 países, denominadas Quality Summit.

## Estrutura Organizacional

### Administração
Desde fevereiro de 2007, a organização é liderada por Daniel Maximilian Da Costa, Presidente Executivo e membro fundador do instituto.

### Objetivos
O Latin American Quality Institute é uma organização privada, inovadora e sem fins lucrativos que combina conhecimento baseado em dados, oportunidades de desenvolvimento, aprendizagem selecionada e redes para o benefício de organizações e indivíduos em toda a América Latina.
A missão do Latin American Quality Institute é ajudar empresas de toda a América Latina a fazer a coisa certa para seus clientes e para o planeta. Não se trata apenas de garantir um futuro melhor para todos, mas também faz sentido para os negócios. Atende as comunidades em questões de Qualidade Total, RSE, Compliance, risco e governança corporativa com inteligência de negócios e pontos de encontro atuais e dinâmicos.
Trabalhando além das fronteiras internacionais, apoia os líderes enquanto eles gerenciam a mudança e transformação cultural para fornecer melhorias de desempenho e benefícios para seus principais interessados.
Por meio do portfólio cuidadosamente projetado de produtos e serviços, fornece um espelho para organizações e indivíduos examinarem onde estão e ajudar a destacar onde uma ação é necessária.
Fornece inteligência de negócios para mais de 3000 empresas a cada ano em 19 países. Os clientes (conhecidos como membros) também são ONGs, grupos de reflexão, acadêmicos, governos, advogados e consultorias. Publica a mais recente revista de negócios responsáveis, conhecida como Quality Magazine  e membro ativo da Sociedad Interamericana de Prensa, site e relatórios de pesquisa. As palestras são amplamente reconhecidas como as melhores na área.
Ao se tornarem parceiros de sucesso com organizações em toda a região, LAQI pode cumprir sua ambição: construir um futuro melhor para as pessoas, comunidades e as próprias organizações.
A sede do Latin American Quality Institute está registrada sob o nome de Latin American Quality Institute - LAQI na República do Panamá - Partida de RR. PP. 546711. No Brasil está registrado como LAQI Capítulo Brasil – Treinamentos e Certificações Ltda. No CNPJ 14.475.619/0001-67.

### Serviços
Os Serviços oferecidos pela Latin American Quality Institute são os seguintes:
- Consultoria especializada.
- Treinamento especializado.
- Conferências de orientação.
- Certificação de produtos e serviços.
- Patrocínio de atividades.

## Certificações e Membros

### Certificações
As condecorações outorgadas pela Latin American Quality Institute são as seguintes:
- Organizational Excellence Certification in Total Quality Management (Certificação de Excelência Organizacional em Gestão de Qualidade Total).
- Quality Manager (Gerente de Qualidade).
- Quality Assurance Manager (Gerente de Garantia da Qualidade).
- Certificado de Membro.
- Certificado Empresário do Ano.

### Membros
- Individual Quality Member (Membro Individual da Qualidade)

Impulsiona o progresso pessoal e profissional de um empresário em sua área de atuação, alcançando o comprometimento do indivíduo para com a busca da Qualidade Total.
- Company Quality Member (Empresa Membro da Qualidade)

É oferecida assistência às empresas e organizações públicas ou privadas na busca da excelência, gerando um compromisso com a qualidade total.

## Eventos

### Quality Summit
O Quality Summit é um evento empresarial realizado anualmente em diversos países da América Latina. Congrega os líderes do contexto corporativo no qual se desenvolvem, com o propósito de compartilhar informações e conhecimentos, além de reconhecer o trabalho realizado  em suas gestões de responsabilidade. O evento conta com conferências de alto nível acerca de diferentes temas e é concluído com o Prêmio Empresa do Ano. É realizado atualmente nos seguintes países: Argentina, Bolivia, Brasil, Colombia, Equador, México e Perú, assim como na América Central. Paraguai,
O The Law Awards, iniciativa de vanguarda na América Latina, reconhece e certifica aos principais escritórios de advocacia de todo o Brasil e em mais 18 países de toda a região.

### Latin American Quality Awards e President´s Choice Awards
É o evento central da LAQI, realizado anualmente a partir da segunda quinta-feira do mês de novembro, durante as comemorações pelo Dia Mundial da Qualidade (World Quality Day), data criada pela ONU em 1992. O evento reúne um distinto grupo de empresas e empresários de sucesso da América Latina. Durante o Latin American Quality Awards são realizados foros empresariais com a colaboração de palestrantes internacionais. O encerramento conta com uma cerimônia de premiação, onde é realizada a entrega dos prêmios Latin American Quality Awards, President´s Choice Awards e Latin American Excellence in Law Awards.
A cada ano o evento é realizado numa cidade diferente, sempre dentro do território latino-americano.
- Edição 2007: Cidade do Panamá, Panamá.
- Edição 2008: Viña del Mar, Chile.[66]
- Edição 2009: Cidade do Panamá, Panamá.
- Edição 2010: Santa Marta, Colômbia.
- Edição 2011: Buenos Aires, Argentina.
- Edição 2012: Lima, Peru.
- Edição 2013: Cidade do Panamá, Panamá.
- Edição 2014: São Paulo, Brasil.
- Edição 2015: Santiago, Chile.
- Edição 2016: Ciudad de Mexico, Mexico.
- Edição 2017: Cidade do Panamá, Panamá.
- Edição 2018: Punta del Este, Uruguay.
- Edição 2019: Foz do Iguaçu, Brasil.
- Edição 2020: Cidade Sede: Lima - Realização Virtual, Virtual.
- Edição 2021: Rio de Janeiro, Brasil.
- Edição 2022: Ciudad de Panamá, Panamá.
- Edição 2023: Lima, Perú.
- Edição 2024: Manaus, Brasil.
- Edição 2025: Ciudad de Panamá, Panamá.

## Projetos

### Knowledge Center
É um centro de conhecimento dirigido a empresas e organizações. Tem como objetivo aumentar a competitividade mediante o suporte de uma equipe de profissionais capacitados para fornecer as informações e ferramentas que sustentam a melhoria da Gestão da Qualidade, Meio Ambiente, Prevenção de Riscos no Ambiente de Trabalho e Desenvolvimento Sustentável, assim como Seminários, Workshops, entre outros.

### Latin American Excellence Model (antigo 40+10 Ações)
É um conjunto de ações compostas para estabelecer aquelas empresas e empresários que mais se destacam na região por seu compromisso com a Responsabilidade Total. Está completamente alinhado com os Objetivos de Desenvolvimento Sustentável (ODS) da ONU. Este conjunto de ações está dividido em 5 grupos:

#### Qualidade Total
- Total satisfação dos clientes;
- Gerência participativa;
- Desenvolvimento dos recursos humanos;
- Constância de propósitos;
- Aperfeiçoamento contínuo;
- Gerência de processos;
- Delegação;
- Disseminação de informações;
- Garantia de qualidade;
- Não aceitação de erros.

#### Responsabilidade social empresarial
- Transparência;
- Estabelecimento de compromissos públicos;
- Interação com instituições que representam interesses variados;
- Capacidade para atrair e conservar talentos;
- Alto grau de motivação e aderência dos colaboradores;
- Capacidade de lidar com situações de conflito;
- Estabelecimento de metas de curto e longo prazo;
- Compromisso da direção da empresa;
- Criação de organizações inteligentes;
- Apoiar atividades do Estado na implementação de suas políticas públicas;

#### Desenvolvimento Sustentável
- Respeitar os limites do ecossistema;
- Utilizar e fomentar o uso de energia renovável;
- Produzir e consumir fechando os ciclos de materiais;
- Reduzir o transporte horizontal de matérias primas a larga distância;
- Evitar os produtos xenobióticos;
- Respeitar e estimular a biodiversidade natural;
- Aumentar a ecoeficiência;
- Ação efetiva;
- Restauração;
- Ética do bem comum.

#### Comércio Justo
- Respeito e preocupação pelas pessoas e pelo Meio Ambiente;
- Boas condições de trabalho e pagamento de uma remuneração justa;
- Abertura e transparência das estruturas organizacionais;
- Proteção dos direitos humanos, principalmente o de mulheres, crianças e populações indígenas;
- Capacitação e participação de campanhas de sensibilização sobre comércio justo;
- Produção mais completa possível no país de origem ou na região;
- Envolvimento dos produtores, voluntários e funcionários na toma de decisões que os afeta;
- Estabelecimento de relações comerciais estáveis e de longo prazo;
- Igualdade de oportunidades;
- Reciprocidade de ações.

#### Qualidade Educacional
- Compromisso e claridade com as normas e metas compartilhadas;
- Busca e reconhecimento de valores próprios;
- Liderança Profissional da Direção;
- Estabilidade no trabalho e estratégias para o desenvolvimento pessoal;
- Planejamento excelente e estruturado do currículo;
- Clima de aprendizagem;
- Profissionalismo docente;
- Expectativas elevadas sobre os alunos;
- Nível elevado de implicação e apoio dos pais;
- Atenção aos direitos e responsabilidades dos estudantes.

### Certificação ESG (ESG Certification)
LAQI está autorizada a emitir certificações em ESG (Ambiental, Social e Governança Corporativa) dentro do conceito de Responsabilidade Total estabelecido através do Latin American Excellence Model. Estas certificações são reconhecidas em mais de 100 países através de convênios de cooperação mutua.
Atender aos critérios ambientais, sociais e de governança (ESG) tornou-se uma meta importante para as organizações e empresas brasileiras. Os clientes e as demandas do mercado estão colocando cada vez mais pressão sobre as empresas para que se envolvam em práticas de negócios mais sustentáveis, e investidores e clientes estão cada vez mais usando critérios ESG para avaliar as empresas nas quais desejam investir ou se relacionar.
Como o ESG impacta todas as partes interessadas nos setores corporativo e de investimento, LAQI possui um portfólio de serviços ESG que visa atender às necessidades de uma variedade de organizações, seja qual for o nível de maturidade, foco da indústria ou necessidade. LAQI ESG Certification fornece um conjunto exclusivo de competências que ajudam os membros a atingir metas e objetivos específicos.